# Куниця Віталій Вікторович
Віта́лій Ві́кторович Куни́ця (нар. 1 листопада 1968, Чернівці, Чернівецька область, УРСР) — український футболіст та тренер, виступав на позиції воротаря.

## Біографія

### Клубна кар'єра
Вихованець буковинського футболу, займався у відомого футболіста і тренера Юрія Лєпєстова. У 1989—1992 роках виступаючи в команді «Легмаш» (Чернівці), вигравав чемпіонат і Кубок Чернівецької області. Професійну кар'єру розпочав у чернівецькій «Буковині» в сезоні 1992/93, коли цей клуб виступав у Вищій лізі. Проте Віталій відіграв лише один сезон та залишив команду, перейшовши до складу «Дністра» (Заліщики).
Тривалий час виступав у чернівецькій «Ладі», де в той час виступали ряд гравців із «Буковини». Команда в той період впевнено виступала як і всеукраїнських, так і в обласних аматорських змаганнях. У 1994 році отримав запрошення від команди вищої ліги Молдови «Прогресул» (Бричани), де відіграв півтора сезону та перейшов до складу інших молдавських команд: «Глорія-Кварц» (Єдинці) та «Рома» (Бєльці) — це були клуби першої ліги, які боролися за підвищення в класі.

### Тренерська кар'єра
Тренував аматорські команди Чернівецької області, працював тренером в ДЮСШ «Буковина» та в «Буковині-2». Тренерську кар’єру розпочав у чернівецькому СКА, який тренував протягом 6 років. Потім працював у молдавській команді «Ністру-2» (Атаки), в яку його запросив Юрій Гій (він тоді тренував основну команду). У 2009—2010 роках очолював команду Чернівецької області «Мрія» (Глибока), яку виводив у фінал обласного кубка.
З липня 2017 року тренер ФК «Буковини», яку спочатку очолював Юрій Крафт, а після його відставки керівництво прийняв Віктор Мглинець. З вересня паралельно очолював і юнацький склад чернівецької команди, який виступав у всеукраїнській лізі юніорів. Під його керівництвом юні «буковинці» розпочали чемпіонат із п'яти перемог у 5 стартових турах, а перше коло чемпіонату завершили на 1-му місці; з 24-ма набраними очками (8 перемог з 9 матчів).
На початку лютого 2018 року його підопічні взяли участь у першому розіграші всеукраїнського юнацького турніру «Зимовий кубок ДЮФЛУ (U-19) – 2018», де за підсумками посіли 2-е місце в груповому етапі (2 перемоги з 3 матчів) — цей результат не позволив юнацькій команді пройти до наступної стадії. А вже на початку травня того ж року підопічні Віталія Вікторовича достроково здобули путівку у фінальну частину всеукраїнської ліги юніорів — переможці групи 1 (42-а набраних очка, «14 перемог з 15 матчів за 3-тура до завершення»), де за підсумками стали бронзовими призерами. Новий сезон (2018/2019) команда розпочала із серії перемог, і тільки дві нічиї в жовтні місяці, не дозволили підопічним Віталія Куниці здобути 100% результат після першого кола (8 матчів — 6 перемог та 2 нічиї), проте і цей здобуток приніс 1-е місце в групі перед зимовою перервою.
У грудні 2018 року призначений виконуючим обов'язки головного тренера основної команди, а обов'язки його асистента виконував Сергій Гамаль, який також замінив Віталія Вікторовича і в юнацькій команді. 2 травня 2019 року написав заяву про звільнення з посади головного тренера, а президент «Буковини» Вадим Заяць в свою чергу вирішив її розглянути та задовольнити. У підсумку команда під його керівництвом зіграла 5 офіційних матчів (1 перемога, 3 нічиї та 1 поразка), а сам Віталій Вікторович в одному з цих матчів визнавався кращим тренером туру (найкращий тренер 19-го туру другої ліги 2018/19).
У серпні того ж року очолив аматорську команду чемпіонату Чернівецької області: УСК «Довбуш» (Чернівці), а в листопаді його команда стала переможцем кубка Довбуша (турнір присвятили 99-річчю заснування українського спортивного клубу «Довбуш»). В 2020 році його підопічні стали чемпіонами області та фіналістами кубка, а також доволі успішно дебютували в аматорському чемпіонаті України.

## Освіта
Закінчив Івано-Франківський технікум фізичної культури і спорту за спеціальністю: «Тренер-викладач фізичної культури» та Чернівецький торговельно-економічний інститут КНТЕУ за спеціальністю: «Фінанси, банківська справа». У 2013 році пройшов курс підготовки тренерів для отримання тренерської ліцензії та диплому категорії: «С» ФФУ, згідно із тренерською конвенцією УЄФА. У червні 2018 року отримав тренерський диплом УЄФА категорії: «B», а у грудні 2019 року успішно склав іспити та отримав «A»-диплом УЄФА.

## Особисте життя
Одружений (дружина - Ірина), виховує двох синів (Дмитра та Артема).